# شينيا شيبا
شينيا شيبا (باليابانية: 千葉信哉) هو متزحلق جبال الألب ياباني، ولد في 12 ديسمبر 1961.

## وصلات خارجية
- شينيا شيبا على موقع الاتحاد الدولي للتزلج (التزلج على المنحدرات الثلجية) (الإنجليزية)
- شينيا شيبا على موقع اللجنة الأولمبية الدولية (الإنجليزية)
- شينيا شيبا على موقع أوليمبيديا (الإنجليزية)